# Осквернення прапора

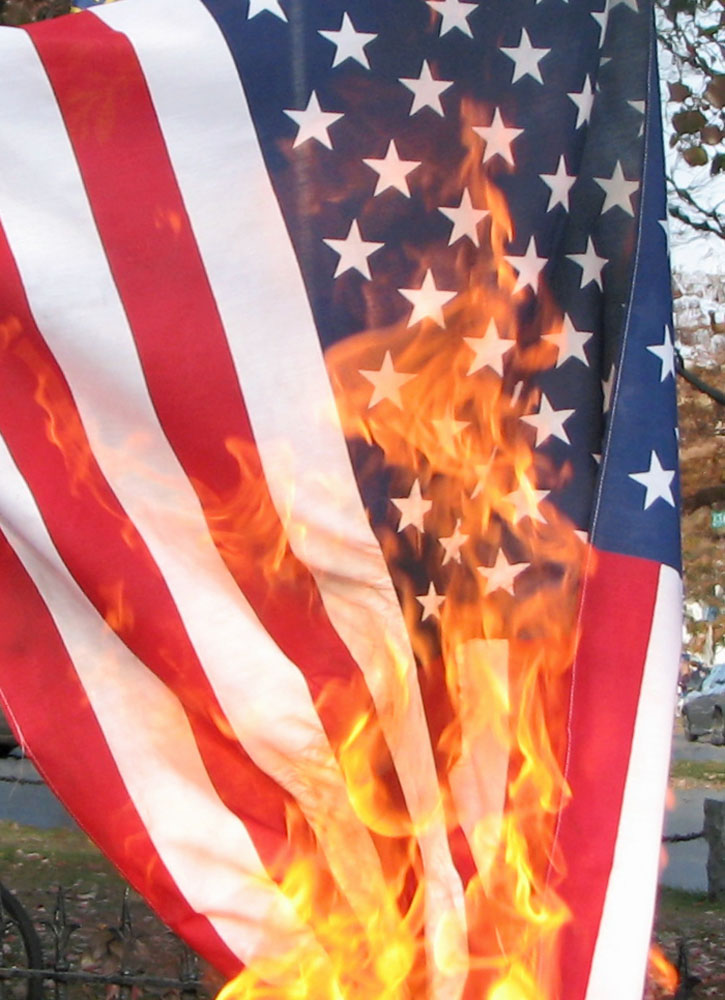
Прапор США спалюється на знак протесту напередодні виборів 2008 року

Осквернення прапора — це термін, застосовуваний до різного виду дій, метою яких є знищити, пошкодити або спотворити прапор в громадському місці. Часто, у разі національного прапора, така акція покликана зробити політичну заяву проти країни або її політики. У деяких країнах існують закони, що забороняють певні способи знищення національних прапорів (наприклад, спалювання на публіці) або забороняють певне їх використання (наприклад, для комерційних цілей); такі закони можуть розрізняти осквернення національного прапора власної та інших країн.
У деяких країнах спалення прапора в ході спеціальної церемонії є єдиним дозволеним способом утилізації старих прапорів.

## Визначення осквернення
Дії, які можуть бути розцінені як наруга над прапором, включають спалювання, сечовипускання або дефекацію на нього, розписування його, топтання, закидання каміннями, різання, прострілювання, розривання, волочіння по землі, словесні образи[джерело?].
Осквернення прапора може проводитися з цілого ряду причин. Це може бути протест проти зовнішньої політики країни, включаючи свою власну, або оскарження її влади. Це може бути протест проти націоналізму, або свідома і символічна образа народу країни, яку представляє прапор. Це також може бути знак протесту проти законів, що забороняють сам акт осквернення прапора.
Спалення або дефекація на прапор є злочином в деяких країнах. Він може бути розглянутий як дрібне хуліганство, підпал або злодійство, якщо здійснюється щодо чужого майна.
Нестандартне використання прапора, наприклад, повішення його догори ногами чи віддзеркалено, може розглядатися як осквернення, повішений на половину щогли прапор вважається оскверненням у Саудівській Аравії. У деяких країнах, однак, перевернутий прапор — це узаконений сигнал лиха або вказівка на стан війни. Крім того, деякі прапори (наприклад, прапор Австрії), симетричні за горизонталлю, тому у звичайному і перевернутому стані виглядають однаково.
Деякі країни розцінюють як осквернення вироблення із зображеннями прапора туалетного паперу, серветок, килимків та інші подібних предметів, оскільки при їх використанні зображення прапора буде знищено, зіпсовано або забруднено. Однак, дуже поширеним в деяких країнах є зображення прапора на одязі. Думки розходяться щодо того, є це актом вираження національної гордості чи неповаги[джерело?].

## Закони про осквернення прапора
Алжир. В Алжирі наруга над прапором є злочином. Згідно статті 160 біс Алжирського Кримінального кодексу, умисне та публічне розривання, спотворення або наруга над державним прапором карається терміном від 5 до 10 років позбавлення волі. У 2010 році Алжирським судом засуджено 17 осіб за осквернення прапора і покарано їх аж до 6 років позбавлення волі і 10 000 доларів штрафу.[джерело?]
Аргентина. Стаття 222 Кримінального Кодексу Аргентини передбачає кримінальну відповідальність за публічне осквернення державного прапора, герба, гімну, або будь-якого провінційного символу, у форми позбавлення волі терміном від 1 до 4 років.
Австралія. Осквернення прапора саме по собі не є злочином в Австралії. Але за рішенням Верховного суду Австралії (Coleman v Power) передбачається відповідальність за спалення прапора. Хоча, вона настає не за знищення чи пошкодження самого прапора, а за використання при цьому бензину і здійснення акції у відкритій парковій зоні. В цих умовах спалення прапора можна розглядати як дрібне хуліганство.
Було здійснено кілька спроб, щоб прийняти законопроєкти, роблячи спалення прапорв нелегальним в Австралії, та жодна не стала успішною. У травні 2016 року останнім законопроєктом, який намагалися заборонити спалення прапора стала Поправка про прапори (Захист австралійських прапорів) законопроєкту-2016, який був представлений депутатом Джорджом Крістенсеном від Національної партії Австралії.
Австрія. В Австрії осквернення прапора є незаконним згідно Кримінального уложення Німеччини § 248. На порушників може бути накладено штраф або позбавлення волі до 6 місяців . Відповідно до § 317, осквернення прапорів іноземних держав або міжнародних організацій може каратися, якщо Австрія підтримує дипломатичні відносини з ними або належить відповідній організації
.
Як у колишній частині нацистської Німеччини, використання нацистського прапора в Австрії сьогодні є незаконним.
Бразилія. Бразильський закон № 5700, з 1971 року, стаття 31, пункт про форми неповаги, визначає осквернення прапора в таких випадках:
- I — він представляються чи демонструється у поганому стані;
- II — має зміни пропорцій, кольору, форми, малюнків або містить додаткові написи;
- III — використовується як предмет одягу, мундштук, драпірування, скатертина або серветка, оздоблення, покриття подіуму, або як прикриття для об'єктів, які повинні бути відкритими;
- IV — використовується як етикетка або упаковка для товарів на продаж[9].

Крім того, у завершенні статті 30, говориться, що коли прапор використовується під час маршу або параду, при виконанні гімну, всі люди повинні шанобливо ставлюся до прапора, стоячи мовчки. Цивільні особи чоловічої статі мають бути без будь-яких головних уборів, а військовослужбовці віддавати салют або стояти в вартовій позиції, згідно приписів щодо конкретної події. Стаття 32 говорить про те, що прапори в поганому стані повинні бути відправлені в найближчу військову частину, де на День Прапора будуть спалені в ході спеціальної церемонії. Стаття 33 каже, що не можна демонструвати будь-який іноземний прапор праворуч від бразильського, якщо він має такий самий розмір чи інакшим чином не виділяється. Виняток — дипломатичні представництва, такі як посольства та консульства.
Згідно статті 35, неповага до прапора вважається за проступок, карається штрафом в розмірі від 1 до 4 зарплатних мінімумів, а при його повторенні, штраф подвоюється; Карний Кодекс Бразильських військових Сил, стаття 161, каже, що для солдатів, льотчиків або моряків, що виявили неповагу до будь-якого національного символу, покаранням є позбавлення волі до 2 років, а офіцери можуть позбавитися звання.
Бельгія. Осквернення прапора не заборонено законодавством Бельгії. Фламандські націоналісти спалили прапори Бельгії принаймні один раз.
Канада. Канада має закони, що забороняють осквернення прапора. Але дії такого роду є однією з форм вираження думки, що охороняються канадською Хартією прав і свобод.
Китай. Наругу над прапором заборонено в Китаї. Кримінальний кодекс передбачає позбавлення волі на строк до трьох років, арешт, громадське спостереження або позбавлення політичних прав для тих, хто «осквернює Національний прапор або державний герб Китайської Народної Республіки, навмисне спалюючи, пошкоджуючи, розписуючи, забруднюючи або зневажаючи його публічно».
Хорватія. У сучасній Хорватії незаконно спалювати будь-який прапор або нешанобливо з ним поводитися. Порушники караються терміном до одного року позбавлення волі.
Данія. У Данії не заборонено спалювати чи оскверняти національний прапор, що називається Даннеброг, але незаконно публічно спалювати і оскверняти й прапори зарубіжних країн, Організації Об'єднаних Націй та Ради Європи згідно зі статтею 110(е) Кримінального кодексу Данії, оскільки парламент вирішив, що спалення або осквернення є загрозою для міжнародних відносин. Цей закон застосовується вкрай рідко; останній вирок був у 1936 році.
Згідно данської традиції, спалювання є належним способом утилізації зношених Даннеброгів. За традицією, слід дотримуватися, щоб прапор ніколи не торкався землі, навіть при утилізації. Негідним вважається і вивішення прапора після заходу сонця.
Фарерські Острови. Згідно фарерським законом, Фарерський прапор не може бути осквернений «ні на словах, ні на ділі».
Фінляндія. За законом про фінський прапор, незаконно опоганити прапор, ставитися до нього нешанобливо або прибирати його з громадського місця без дозволу.
Франція. Згідно французьких законів, образливе ставлення до французького національного гімну або прапора під час заходів, організованих або прийнятих державними органами, передбачає відповідальність у вигляді штрафу в розмірі 7500 євро (і шести місяців ув'язнення, якщо виконується в групі). Закон вказує на «обурливу поведінку» під час публічних церемоній і великих спортивних подій.
Україна. Згідно Закону про Державний Прапор України, «Забороняється використовувати Державний Прапор України не за призначенням або у спосіб, що виражає зневажливе ставлення до нього, розміщувати на ньому будь-які предмети, написи чи зображення, якщо при цьому виявляється неповага до державного символу». Прапор не повинен торкатися землі, води, дерев, та мусить освітлюватися в темну пору доби, якщо встановлений на будівлях. Не допускається використання зображення Державного Прапора України або його імітація у рекламі. Порушення правил використання прапора передбачає накладення адміністративного штрафу від 30 до 50 неоподатковуваних мінімумів доходів громадян.
Умисне спалення, ламання, розмальовування, нанесення на прапор образливих написів у публічних місцях карається за Статтею 338 Кримінального кодексу. Публічна наруга над Державним Прапором України чи іншої держави карається штрафом до 50 неоподатковуваних мінімумів доходів громадян або арештом на строк до 6 місяців.